# Паул Роснер
Паул Роснер (англ. Paul Rosner; нар. 11 грудня 1972) — колишній південноафриканський тенісист.
Здобув 1 парний титул.
Найвищим досягненням на турнірах Великого шолома було 3 коло в парному розряді.

## Фінали ATP за кар'єру

### Парний розряд: 1 (1–0)
| Результат | W-L | Дата     | Турнір          | Покриття | Партнер      | Суперники                         | Рахунок  |
| --------- | --- | -------- | --------------- | -------- | ------------ | --------------------------------- | -------- |
| Перемога  | 1–0 | Чер 1998 | Болонья, Італія | Ґрунт    | Брендон Коуп | Джорджо Галімберті Массімо Валері | 7–6, 6–3 |

## Титули на челленджерах

### Парний розряд: (11)
| Ранг | Рік  | Турнір                  | Покриття | Партнер       | Суперники                           | Рахунок            |
| ---- | ---- | ----------------------- | -------- | ------------- | ----------------------------------- | ------------------ |
| 1.   | 1996 | Схевенінген, Нідерланди | Ґрунт    | Брендон Коуп  | Мартейн Бок Денніс ван Схеппінген   | 6–1, 3–6, 6–0      |
| 2.   | 1997 | Фюрт, Німеччина         | Ґрунт    | Брендон Коуп  | Мартін Сіннер Йост Віннінк          | 7–5, 6–3           |
| 3.   | 1997 | Брауншвейг, Німеччина   | Ґрунт    | Брендон Коуп  | Небойша Джорджевич Оскар Ортіс      | 6–4, 6–3           |
| 4.   | 1998 | Будапешт, Угорщина      | Ґрунт    | Кріс Гаггард  | Дієго дель Ріо Грант Сілкок         | 6–4, 6–2           |
| 5.   | 2000 | Братислава, Словаччина  | Тверде   | Пол Генлі     | Джонатан Ерліх Александар Кітінов   | 6–4, 6–4           |
| 6.   | 2001 | Бухарест, Румунія       | Ґрунт    | Марк Мерклейн | Йонуц Молдован Юрій Щукін           | 6–4, 6–4           |
| 7.   | 2001 | Х'юстон, США            | Тверде   | Джефф Кутзе   | Джастін Бовер Шон Рудман            | 7–6(7–2), 6–4      |
| 8.   | 2001 | Тайлер, США             | Тверде   | Стівен Гасс   | Марді Фіш Джефф Моррісон            | 6–4, 6–2           |
| 9.   | 2002 | Гамбург, Німеччина      | Килим    | Марк Мерклейн | Веслі Муді Шон Рудман               | 6–3, 6–4           |
| 10.  | 2002 | Калабасас, США          | Тверде   | Гленн Вейнер  | Джастін Гімелстоб Пол Голдстейн     | 6–2, 4–6, 7–6(7–4) |
| 11.  | 2002 | Кордова, Іспанія        | Тверде   | Ота Фукарек   | Еміліо Бенфеле Альварес Душан Вемич | 7–6(9–7), 6–4      |